# 安然丑闻案
安然丑闻案曝光于2001年10月，最终导致总部位于德克萨斯州休斯顿的美国能源公司安然公司破产，并连锁导致一度贵为全球五大审计会计事务所之一的安达信会计师事务所解体。这个丑闻既是美国历史上最大破产案，也是最大的审计失败事件。

安然公司标志

安然于1985年由肯尼思·萊（Kenneth Lay）在合并休斯顿能源公司和 InterNorth 能源公司的基础上成立。几年后杰弗里·斯基林（Jeffrey Skilling）加入公司。他所组织的管理团队，通过利用会计规范上的漏洞、特别目的事业体、和低劣的会计报告来掩盖公司合同与项目失败带来的数十亿美元债务。首席财务官安德鲁·法斯托（Andrew Fastow）和其他高階主管不仅在高风险会计行为上误导了安然的董事会和审计委员会，还向安达信會計師事務所施压使其忽视这些问题。
安然的投资者在公司破产之后向法院提出了400亿美元的诉讼，而安然的股价也从2000年中的每股90.75美元暴跌到2001年11月底的不到1美元。美国证券交易委员会（SEC）对安然启动调查同时，其同城的竞争对手Dynegy也发起了价格极低的收购。在收购失败后，安然于2001年12月2日根据美国破产法第11章宣布破产。拥有634亿美元资产的安然也一度成为美国最大的破产案，直到翌年的世通公司破产案发生为止。
许多安然的高階主管都面临多项欺詐指控，其中一些人也被判有罪入狱。安然的审计公司安达信会计师事务所，也被美国地方法院以非法销毁文件妨碍美国证券交易委员会调查而被判吊销执照。虽然美国最高法院随后推翻了安达信部分的有罪判决，但是安达信已经失去了大多数客户的信任而宣布停业。安然的职工和持股者损失了数以亿计美金的养老金和股票，诉讼只帮助他们挽回了很小一部分损失。
这场丑闻之后，美国对上市公司的财会报告的准确度发布了众多新法规。其中一份重要的法案萨班斯-奥克斯利法案提高了对销毁、篡改、编造财会记录以试图妨碍联邦调查和欺骗股东的惩罚力度。这项法案也对审计公司的公正独立性提出了更高的要求，以求杜絕此類詐欺事件的發生。

## 安然的崛起

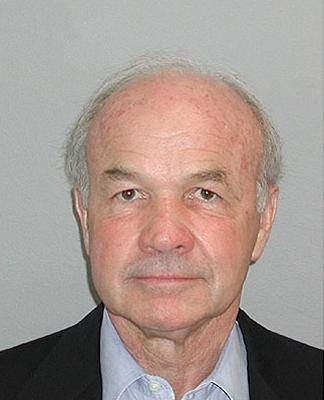
肯尼思·萊2004年7月的警方记录照片

1985年, 肯尼思·萊在合并休斯顿天然气公司的天然气管线和InterNorth的基础上创建了安然。 1990年代初，他帮助建立了电力市场交易四通，之后美国国会立法规范了天然气的交易。这使得像安然这样的天然气公司可以以更高的价格销售天然气，因此大幅提高了公司的收入。 在其他天然气生产商和地方政府的呼吁对天然气价格波动提高监管的同时，安然等生产商极力阻挠这样的新规。
安然于1992年的天然气合同税前收入高达1亿2200万美金，使其成为北美最大的天然气销售商，天然气销售收入也成为公司第二大收入来源。而1999年11月开通的安然在线交易网站使公司能够更好地管理交易合同（合約）。
在试图追求进一步发展的过程中，安然选择了分散投资的策略。公司在全球拥有并运营了各种业务，包括天然气管线，电厂，木浆与纸张生产，水厂和网路服务等等。公司也通过销售相关合同获得更大的利益。
安然的股票从1990年代到1998年年底仅仅上涨了311%，只比标准普尔500指数的平均值高一些。 但是，安然的股票在1999年增长了56%，并在2000年进一步达到了87%的增长，相比于标准普尔指数在1999年的20%的增长和2000年的10%下跌显得极为成功。2000年12月31日为止，安然的股票已经价值每股83.13美元，其市场价值也高达600亿美金，这达到了安然收入的70倍，账面价值的6倍。不仅如此，安然在财富杂志的调查中被评为全美最具创新精神的公司。

## 失败的原因
安然复杂的金融报告系统严重迷惑了持股者和分析师。 此外，其複雜的業務模式和不道德的行為使之利用會計限制來歪曲收益和修改資產負債表，借此顯示出良好的業績。
许多问题一起导致了公司的破产，而这些问题都在肯尼思·萊、杰弗里·斯基林、安德鲁·法斯托及其他高層直接或间接知情的情况下发生。肯尼思·萊在公司倒闭前的几年中担任董事长，是他批准了杰弗里·斯基林和安德鲁·法斯托的违法行为，即使他并不过问每个细节。杰弗里·斯基林只顾满足华尔街的预期，支持使用调至市价的会计方法（该方法基于后来膨胀了的市场价值），并且对高層施压要求他们寻找各种方法隐瞒债务。法斯托和其他高層“创造资产负债表外项目的媒介、复杂的融资结构与交易，这些东西令人困惑到没人能理解他们。”

### 收入确认
安然和其他能源提供商通过提供批发销售能源、风险管理、建造和管理电厂、天然气管线、天然气贮藏和处理工厂等服务获得利润. 在接受买卖风险的同时，贸易商将销售价格记为收入，将成本计入销售成本中。与之相对的，一名“中介”在提供服务的同时并不承担这样的买卖风险。而这个“中介”，此时也就是服务提供商，可以将其代理收入计入自己的收入当中，而不能是整个交易的价值。
虽然如高盛和美林证券等交易公司使用传统的“中介模型”（也就是在收入中只计入委托费用），安然却将整个交易的价值计入了自己的收入。而这个所谓的“贸易商模型”被认为更具侵略性。 安然的这种虚高收入的办法很快被能源交易产业的其他公司所采用，以保持和这家收入大幅提高的公司的竞争能力。其他能源公司，包括 Duke Energy、Reliant Energy、和Dynegy在改变记录方法以后都和安然一起在财富美国500强排名中稳坐最富有公司前50的位置。
1996至2000年间，安然的收入增加了超过7.5倍，从1996年的133亿美元直达2000年的1008亿美元。这种年增长65%的发展速度在行业内是前所未见的，在能源行业年增长在2%到3%的公司都不常见。仅2001年前九个月，安然就报告了1387亿美元的收入，在财富世界500强中达到第六位。

### 调至市价的会计方法
本来在安然的天然气业务中，会计计算十分简单，只需记录每一会计期间公司的实际销售成本和收入。然而，当斯基林加入公司之后，他要求公司使用调至市价的会计方法来体现他口中的所谓“真实的经济价值”。 安然则成为了第一家使用此种方法记录其复杂长期合同的非金融机构。 调至市价的会计方法要求，当一份长期合同签订时，其估计收入使用未来现金流的净现值衡量。通常这些合同的可行性和相关成本是难以衡量的。 为了使利润和现金流间的巨大差异相匹配，投资者往往获得错误的或具有误导性的报告。在使用此种方法时，项目的收入会被记录，虽然公司并没有收到现金，并且会增加账面上的财务收益。但是在之后几年，利润却不能被计入，所以就需要其他的新项目来继续提高账面收入以满足投资者的期望。 正如安然的一个竞争对手所提到的，“如果你想加速你的收入，你就必须在未来做越来越多的交易来展示相同或更多的收入。” 虽然有潜在隐患，美国证券交易委员会还是于1992年1月30日批准安然在天然气期货交易合同中使用这一会计方法。 但是，之后安然却将这种方法推广到公司其他业务领域以满足华尔街投资者的预期。
以一份2000年七月的合同为例，安然和百視達签订了一份20年的合同，内容是年终时在美国各城市推广按需娱乐节目的服务。在几个试探性的项目之后，安然确认了该交易超过1亿1千万美元预计利润，虽然分析师质疑该项目技术上的可行性和市场对这种服务的需求。当该网络无法运作时，百视通终止了合同，而安然却在继续记录未来利润，即使实际上这份合同已经带来了巨大损失。

### 特殊目的实体
安然使用特殊目的实体——有限合伙企业或公司，来满足为特定资产融资或管理风险的临时或特定目的。该公司选择披露其使用的“特殊目的实体”的极少信息。 这些空壳公司由赞助商创立，借助独立的股权投资者和债务融资为其提供资金。对于财务报告目的，有一系列规则指示特殊目的实体是否需与赞助商独立。总体而言，到2001年安然公司已使用过数百家特殊目的实体来隐藏债务。 安然采用过许多特殊目的实体，如 Thomas 和 Condor 避税地的合伙企业，基于Apache协议的金融资产证券化投资信托基金（financial asset securitization investment trusts，FASITs），斯蒂尔交易中的房地产抵押贷款投资渠道（real estate mortgage investment conduits，REMICs），科奇斯交易中的REMICs和房地产投资信托基金（real estate investment trusts，REITs）。
特殊目的实体不仅仅被用于规避会计惯例。违反会计惯例的结果之一是，安然公司的资产负债表低估了其负债，高估了其权益及收益。 安然向股东披露，其已使用特殊目的主体对冲掉了非流动性投资的下行风险。然而，投资者忽视了这样一个事实，特殊目的主体实际上是采用安然公司自己的股票和资金担保来为这些对冲交易融资。这不会使安然免受下行风险的影响。 安然使用的特殊目的实体中比较有名的包括JEDI、Chewco、Whitewing 和 LJM 。

#### JEDI 和 Chewco
1993年，安然公司与加利福尼亚州养老基金（California state pension fund，CalPERS）建立了能源投资领域的合资企业，联合能源发展投资（ Joint Energy Development Investments，JEDI）。 1997年，担任首席运营官（COO）的斯基林要求CalPERS将安然加入一项单独投资。CalPERS对这个想法很有兴趣，但此事只有当它终止与安然在JEDI的合作关系时才能实现。 然而安然并不想让CalPERS的股份承担JEDI资产负债表中的任何债务。于是首席财务官（CFO）法斯托开设了一家特殊目的主体，Chewco投资有限合伙企业（Chewco Investments limited partnership，L.P.），由安然担保进行债务融资并以3.83亿美元获得CalPERS在合资企业的股权。 由于法斯托创建的Chewco，JEDI的亏损不会体现在安然的资产负债表上。
2001年秋天，CalPERS和安然公司的协议被揭露，协议要求对Chewco和JEDI废止安然的之前会计方法。这次取消资格揭示出，安然报告的1997至2001年中期的盈利将需要下调4.05亿美元，债务需增加6.28亿美元。

#### Whitewing
Whitewing是安然用作融资手段的一家特殊目的实体。 1997年12月，安然公司出资5.79亿美元和外部投资者出资5亿美元创立了Whitewing Associates L.P.。两年后，该实体的协议被更改以使之不再与安然公司有联系，也不会计入安然的资产负债表。Whitewing被用于购买安然公司的资产，包括在电厂的股份、管道、股票和其他投资。 1999和2001年间，Whitewing购买了安然价值20亿美元的资产，使用安然股票作为抵押。虽然这次交易经由安然公司董事会批准，但该资产转让并非真实销售，本应作为贷款处理。

#### LJM 和 Raptors
1999年，法斯托策划了两家有限合伙企业：LJM Cayman. L.P.（LJM1）和LJM2 Co-Investment L.P.（LJM2）。这是为了买入安然业绩不佳的股票和股份以改善其财务报表。创建LJM 1 和LJM 2 只是将他们作为安然使用的特殊目的主体所需的外部投资者。 法斯托不得不从董事会取得对《安然伦理准则 （页面存档备份，存于）》的豁免（因为他拥有CFO的头衔）以管理这些公司。 美联银行、摩根大通、瑞士信贷第一波士顿、花旗集团和其他投资者为这两家合伙企业提供了约3.9亿美元的融资。证券销售商美林证券出资2200万美元。
“Raptor I-IV”是四家LJM相关的特殊目的实体，以侏罗纪公园中的迅猛龙命名。安然向“Raptor I-IV”转移了超过“12亿美元的资产，包括数百万股安然的普通股和购买数百万股这些股票的长期权利，加上安然150亿的应付票据”。这些披露在公司的财务报表附注中。 该特殊目的实体已被用于支付所有利用这些实体的债务工具 。脚注还宣称这些工具面值总计15亿美元，而与安然的衍生工具合约显示的名义价值为21亿美元。
安然为Raptors增加资本，使用的是与公司在公开发行股票时类似的会计方式，在资产负债表中将应付票据记作资产，同时增加相同金额的股东权益。 这种做法后来成为安然公司和其会计师事务所安达信的一个问题，因为将之从资产负债表中移除会使净股东权益减少12亿美元。
最终，这些价值21亿的衍生工具合约价值暴跌。掉期合约是在股价达到峰值时建立。在随后的一年里，随着股价下跌，掉期投资组合的价值下降了11亿（价值损失意味着严格来说这些特殊目的实体现在欠安然11亿美元）。安然采用了“逐日盯市”的会计方法，在其2000年的年报中声称掉期合约获利5亿美元 。这些获利负责抵消其股票投资组合损失，构成了2000年安然公司盈利的近三分之一（在2001年被适当重述之前）。

### 企业管治
理论上，安然拥有主要由持有大量股份的外部人士构成的堪称典范的董事会以及才能卓著的审计委员会。在评价2000年企业最佳董事会时，《首席执行官》 （Chief Executive）杂志将安然列入前五名。 即使拥有复杂的公司治理和中间人网络，安然仍能“吸引大笔资金为可疑的商业模式融资，通过一系列的会计和金融手段隐瞒其真实表现，将股价炒作到无法维持的高位。”

#### 高層薪酬
虽然安然公司的薪酬和绩效管理体系意在保留和奖励其最有价值的员工，但该系统导致了不正常的企业文化，即看重短期盈利以最大化奖金。员工不断试图进行交易，往往忽视现金流或利润的质量，为的是在绩效考核中获得更好的评级。此外，会计结果被尽可能快地记录以跟上公司股价。这种做法有助于确保交易的决策者和管理人员获得大量的现金红利和股票期权。
该公司不断强调其股价。管理层广泛通过股票期权获得酬劳，与其他美国公司类似。这种股票期权奖励政策导致管理层努力创造报告收益呈现迅速增长的预期以符合华尔街的预期。这支股票的代码在大堂、电梯和公司电脑上随处可见。 预算会议上，斯基林制定目标收益时会问“你需要多少收益来保持我们的股价上涨？”，然后那个数字会被采用，即使它是不可行的。 在2000年12月31日，安然有9600万股流通股作为股票期权计划（占全部流通股的约13%）。安然的股东委托书中表示，三年内这些奖励都有望得到执行。 以2001年1月的安然股价83.13美元和2001年股东委托书中报告的董事会受益所有权计算，Lay的董事持股价值是6.59亿美元，斯基林是1.74亿美元。
斯基林认为如果员工们经常担心成本会妨碍创新思维。 结果，奢侈消费弥漫整个公司，尤其高層们。员工们有大笔的开支账目和许多高層有时支付两倍于竞争对手的价格。 1998年前200名收入最高的员工收到工资、奖金和股票总计1.93亿美元。两年后这一数字跃升至14亿。

#### 风险管理
在丑闻之前，安然因其复杂精致的金融风险管理工具备受赞誉。 风险管理对于安然至关重要不仅由于其监管环境，也因为其业务计划 。安然公司负有长期固定的支付款项，需要加以对冲，为未来能源价格的持续波动做好准备。 安然公司的破产崩溃可以归结于其对衍生品和特殊目的实体的轻率使用。虽然与它拥有的特殊目的实体对冲了风险，安然依旧承担着与交易相关的风险。这种安排相当于安然与其自身对冲风险。
安然激进的会计操作没有瞒过董事会，后来又被一个参议院小组委员会发现。董事会知悉使用 Whitewing，LJM 和 Raptor 交易的根据，并在批准他们之后收到了这些实体运作状态的最新消息。虽然不是所有安然的广泛使用的不当会计行为都为董事会所知，但这些做法都依靠董事会的决策。 尽管安然的业务广泛依赖衍生品，公司的财务委员会和董事会也没有足够衍生品相关经验来理解他们被告知的内容。参议院小组委员会认为，如果对这些衍生品如何组织有充分了解，董事会本来能够阻止其使用。

#### 财务审计
安然公司的会计师事务所安达信被指控在审计中应用轻率的标准，这是由安然支付的巨额咨询费带来的利益冲突所致。2000年，安达信获得了2500万美元的审计费用和2700万美元的咨询费用（该金额占安达信休斯敦办事处公众客户审计费用的约27％）。会计师的方法遭到质疑，既是因为单单收取年费就算完成审计，也是由于其缺乏适当审查安然的收入确认、特殊实体、衍生品和其他会计实务的专业知识。
安然公司聘请了众多的注册会计师 （Certified Public Accountants，CPAs），以及曾与财务会计准则委员会（Financial Accounting Standards Board，FASB）一起编写会计规则的会计师。会计师寻找新的方式为公司节省开支，包括利用一般公认会计原则（Generally Accepted Accounting Principles，GAAP）中的漏洞。一位安然的会计师透露“我们积极地尝试利用这份文献[GAAP]来获利。所有规则都创造这种机会。我们落到如此境地是因为我们利用了这些缺陷。”
安达信的会计师受到安然管理层施加的压力，推迟确认来自特殊目的实体的费用，这些实体因其信用风险为人所知。由于这些实体无法盈利，会计准则要求安然应该采取注销，即从资产负债表中移除处于亏损的实体的价值。为了对安达信施压使其满足安然公司的盈利预期，安然偶尔会让安永会计师事务所或普华永道完成会计任务，以创造雇用新的公司取代安达信的错觉。 虽然安达信具备内部控制以防止本地合作伙伴的冲突激励，但它未能防止利益冲突。在一个案例中，为安然审计的安达信休斯敦办事处能够否决安达信芝加哥合伙人对安然会计决策的任何关键评论。此外，美国证券交易委员会（SEC）调查安然公司的消息公开之后，安达信粉碎了数吨有关文件，并删除近3万封电子邮件和计算机文件，导致其被控掩盖罪行。
对安达信总体表现的揭露导致其解体，权力委员会（2001年10月由安然公司董事会任命，调查该公司的会计）作出下述评价：“我们获得的证据表明，安达信没有履行与安然财务报表审计相关的职责，也没有尽到使安然董事会（或审计与合规委员会）关注安然内部关联交易合约的义务。”

#### 审计委员会
企业审计委员会一年通常只开几次会，他们的成员一般只有极少的会计和财务经验。安然公司的审计委员会拥有的专业知识远超过其他很多公司。它包括：
- Robert Jaedicke，一位广受尊敬的会计学教授和斯坦福大学商学院前院长
- John Mendelsohn，德克萨斯大学 M.D.安德森癌症中心主席
- Paulo Pereira，巴西里约热内卢国家银行前总裁兼首席执行官
- John Wakeham，前英国能源部长
- 陳啟宗，香港恒隆集團董事長
- Wendy Gramm，美国商品期货交易委员会（Commodity Futures Trading Commission）前主席

安然公司的审计委员会后来因为召开覆盖大量内容的简短会议而受到批评。在2001年2月12日一次会议中，该委员会的会面持续了一个半小时。安然的审计委员会在特殊目的实体的会计问题方面没有足够的技术知识来恰当地质疑会计师。该委员会由于受到压力也未能质疑公司管理层。 美国参议院常设小组委员会关于政府事务委员会的调查报告指责董事会成员允许利益冲突妨碍其监控公司会计惯例的职责。安然的丑闻东窗事发时，审计委员会被认为有利益冲突之嫌。

#### 伦理和政治分析
评论家将安然公司崩溃背后的管理不善归咎于各种各样伦理与政治经济原因。伦理学上的解释集中于高層的贪婪和傲慢，缺乏企业社会责任，情境伦理学，和“把事办成”（get-it-done）的商业实用主义。 政治经济学解释归咎于1970年代后的放松管制，用于管理机构监督的人员和资金不足。 更为自由意志主义的分析认为，安然公司的崩溃源于其对政治游说、寻租和法规博弈的依赖。 

### 其它会计问题
安然公司习惯于将取消项目的成本作为资产记录，根据是没有公函宣布过该项目已被取消。这种方法被称为“雪球”，虽然最初规定这种做法只能用于价值低于9000万美元的项目，但后来增加到2亿。
1998年，当分析师们参观安然能源服务办公室时，他们对员工工作之积极活跃印象深刻。实际上，斯基林把其他部门的员工转移到这间办公室（指示他们假装努力工作）以使该部门的规模看起来更大一些。 这个诡计被多次使用，愚弄研究安然不同领域的进展情况的分析师，以提升股价。

## 衰落的时间表
2001年2月，财务总监里克·考西告诉预算经理们：“从会计的角度来看，这将是我们最轻松的一年。我们已将2001年收入囊中了。”  3月5日，《财富》杂志登载Bethany McLean的文章《安然是否被高估？》质疑安然公司如何能维持55倍于市盈率的高股价。 她认为，分析师和投资者并不确切知道安然究竟如何赚取收入。一位分析师建议她查看公司的10-K报告，在那里她找到了“奇怪的交易”、“不稳定的现金流”和“巨额债务”，McLean 是第一个注意到这家公司状况的。 她发表文章前致电斯基林讨论她的发现，但他称她“不道德”，因为她不当地研究这家公司。 法斯托告诉两名财富杂志记者安然不会透露收入详情，因为公司拥有超过1,200交易账簿交易各类商品，的确“......不想让任何人知道那些账簿里有什么。我们不想告诉任何人我们在哪里赚钱。”
在2001年4月17日的电话会议上，后来的首席执行官（CEO）斯基林言语攻击华尔街分析师理查德·格鲁布曼， 其在录音电话会议中质疑安然公司不寻常的会计实务。格鲁布曼抱怨安然公司是唯一一家不把资产负债表和损益表一起披露的公司，斯基林回答说：“好吧，非常感谢，我们感激......混蛋（Well, thank you very much, we appreciate that ... asshole）。” 这成为许多安然员工间的内部笑话，嘲笑的是格鲁曼的明显干涉而非斯基林的冒犯，使用诸如“问为什么，混蛋”（Ask Why, Asshole）的口号，这是对安然公司官方口号“问为什么”（Ask why）的改编。 然而，斯基林的评论使媒体和公众焦虑惊讶，因为他此前冷淡或幽默地鄙视对安然的批评。
到90年代末安然公司的股票每股80-90美元，似乎无人关注该公司财务信息披露的不透明性。2001年7月中旬，安然报告了501亿收入，几乎三倍于年累计，超过了分析师预期的每股收益3美分。 尽管如此，安然公司的利润率稳定在适度的约2.1%，而且股价自2000年同季度起已下降超过30％。
随着时间的推移，公司开始面临许多极为令人忧虑的事实。安然最近已经面临一些严峻的运营挑战，即经营新的一个宽带通信行业部门在后勤方面的困难，还有构建印度大型电厂Dabhol发电项目的损失。对其子公司安然能源服务在2000-2001年加州电力危机中作用的批评也越来越多。
8月14日，斯基林宣布辞去CEO的职位，这是在其任职后仅仅半年。斯基林被晋升为CEO前，曾长期担任总裁兼首席运营官。斯基林表示离职是出于个人原因。 观察家指出，在他离开前的几个月里，斯基林卖出了至少450,000股安然股票，获得约3300万美元（虽然他在离职时依然持有超过一百万股）。 不过，担任董事长的莱使市场观察者相信斯基林离开后“公司的表现和发展前景不会有任何变化”。 莱宣布他本人将重新担任首席执行官一职。
然而第二天，斯基林承认他离职一个非常重要的原因是安然步履蹒跚的股价。 经济学家保罗·克鲁格曼在纽约时报的专栏表示，安然是放松管制和能源商品化所导致结果的例证。 几天后，在一封给编辑的信中，肯尼斯为安然公司及其经营理念辩护：
克鲁格曼最近对董事会目标的攻击似乎是在怀疑自由市场体系，这一体系委托人们做出选择并享受自己的劳动、技能、智慧和心灵的成果。他显然信任政府控制或赞助的垄断体系来为人们做出选择。我们不同意，不信任这些机构及其领导者的正直和真诚。

克鲁格曼先生引用的“金融化（financialization）”横行（加州电力市场）的例子，正是他所支持体系的产物，每一步都伴有积极的政府干预。事实上，加利福尼亚惨败中唯一的赢家是洛杉矶、太平洋西北和不列颠哥伦比亚的政府拥有的公用事业。挥霍加州财富的灾难是出自少数人的监管，而非多数人的市场。
8月15日，谢隆·沃特金斯，企业发展副总裁，给莱发出一封匿名信，警告他公司会计实务的问题。信中声明：“我难以置信地紧张，我们会在一波会计丑闻中崩溃。” 沃特金斯联系了一个在安达信工作的朋友，这位朋友起草了一份关于这位审计合伙人所指出问题的备忘录送给她。8月22日，沃特金斯与莱单独会见，给他一封长达六页的信以进一步解释安然的会计问题。莱问她是否告诉过公司之外的任何人，然后发誓说公司的法律事务所会 Vinson & Elkins 会审查这些问题，但她认为使用法律事务所存在利益冲突。 莱向其他高管征求意见，尽管他们想解雇沃特金斯（德州没有保护公司检举者的法律），他们决定不这么做以防被她起诉。 10月15日，Vinson & Elkins 宣布，安然公司在其会计实务中没有做错任何事情，因为安达信已经批准了其中每一个问题。

### 投资者信心下降
到2001年8月底，公司股价仍在下跌，莱任命安然批发业务总裁兼首席运营官格雷格·华里（Greg Whalley）和马克·弗雷沃特（Mark Frevert）董事长办公室的职位。一些观察家认为安然的投资者非常需要安慰，不仅因为该公司业务难以理解（甚至是“难以辨认的”）， 也因为很难恰当地描述财务报表中的公司。 一位分析师表示，“对于分析师，确定[安然]在哪个给定季度赚钱、哪个季度赔钱真的很困难。” 莱承认安然的业务非常复杂，但断言分析师“永远不会得到他们想要的所有信息”来满足他们的好奇心。他还解释说业务的复杂性主要源于税收策略和仓位对冲。 莱的努力似乎取得了有限的成功；到9月9日，一位著名的对冲基金经理评论，“[安然]股票在阴云下交易。” 斯基林的突然离职与安然会计账簿的不透明性使华尔街很难进行评估。另外，该公司承认反复使用“关联交易”，其中一些人担心这可能过于容易用来转移可能出现在安然自己资产负债表上的损失。这项技术一个尤其令人不安的方面是那几个“关联方”实体已经或正在被CFO法斯托所控制。
2001年911事件后，媒体的注意力从安然和它的麻烦上转移开来；不到一个月后，安然宣布其打算开始出售其利润率较低的资产以支持天然气和电力行业的核心业务。该政策包括将波特兰通用电气出售给另一家俄勒冈州公用事业，西北天然气，换取约19亿美元的现金和股票，并有可能出售其在印度Dabhol项目65%的股份。

### 重组损失与监管部门调查
2001年10月16日，安然公司宣布必须重述其1997到2000年的财务报表以更正会计违规。对此期间的重述使收入减少6.13亿美元（或报告利润的23%），使2000年末的负债增加6.28亿美元（报告负债的6%，报告权益的5.5%），使2000年末的权益减少12亿美元（报告权益的10%）。 此外，一月份斯基林曾断言宽带部门价值35亿，这种说法也不可信。 一位标准普尔的分析师说，“我认为没人知道宽带业务值多少。”
安然公司的管理团队声称损失主要是由于投资亏损和一些费用，比如花费1.8亿美元重组陷入困境的宽带业务部门。在一份声明中莱透露，“彻底回顾我们的业务后，我们决定花这些费用来扫清问题，它们已影响到我们的核心能源业务的表现和盈利潜力。” 一些分析师感到不安。高盛分析师大卫·弗莱舍（David Fleischer）此前被称为“该公司的最坚定支持者之一”，断言安然管理层“......失去了信誉，必须自责。他们需要说服投资者这些收入是真实的，公司是真实的，而且增长会得以实现。”
法斯托于10月22日向董事会透露，他管理LJM有限合伙企业时从补偿安排中赚取了3000万美元。那天美国证券交易委员会宣布正在调查安然的几笔可疑交易，将之描述为“业内人士所见过的最不透明的交易”。 其后安然的股价一天内下跌至20.65美元，跌幅为5.40美元。安然试图解释数十亿美元的费用并使安抚投资者，在披露中提到“份额固定的无成本区间协议”，“消除现有限制性远期合约应急性的衍生工具 ”，以及用来“对冲某些商业投资和其他资产”的策略。这些令人费解的用语让许多分析师感到对安然如何管理业务一无所知。 关于SEC的调查，董事长兼CEO的莱说，“我们会与SEC充分合作，并期待有机会平息对这些交易的关注。”
两天后的10月25日，尽管他之前作出保证，莱将法斯托免职，理由是“我与金融界继续讨论，明白了需要更换安迪担任CFO来恢复投资者。”  然而，随着斯基林和法斯托离职，一些分析师担心，了解这家公司的行为会更加困难。 安然股价目前是16.41，比一周多以前跌去了一半。
10月27日该公司开始回购其所有商业票据，总值约33亿美元，意在平息投资者对安然现金供应的担忧。安然通过耗尽其在几家银行的信贷额度为回购融资。虽然其债券评级仍被认为是投资级，其债券以略低的级别交易，使未来销售成为问题。
这个月末，一些投资者开始严重关注安然可能存在的对会计规则的操纵；然而，无法基于安然提供的不完整信息进行分析。 业内分析人士担心安然是下一个长期资本管理公司，1998年这支对冲基金的破产几乎导致国际金融市场的系统性崩溃。安然的巨大存在使一些人担忧其破产可能带来的后果。 安然高管现在只接受书面形式的询问。

### 信用评级下调
2001年10月底安然的主要短期风险似乎是其信用评级。据说那段时间穆迪和惠誉，三大信用评级机构中的两家，计划审查安然可能的评级下调。 这样的下调将迫使安然发行数百万股的股票，以偿还其担保的贷款，这会进一步减少现存股票的价值。此外，各个公司都开始审查其与安然现有的合同，尤其是从长期而言，安然的评级降至投资级以下时可能妨碍未来交易的那些合同。
分析师和观察家继续抱怨正确评估一家财务报表如此隐秘的公司的困难和不可能性。一些人担心，在安然除了斯基林和法斯托没人能完全解释多年的神秘交易。“你把我弄糊涂了”，2001年8月下旬莱在被问到安然业务的细节问题时如此回答担忧的分析师。
10月29日，对安然可能现金不足的担忧不断增加，有消息称安然正寻求10到20亿的银行融资。 第二天，穆迪正如人们所担心地下调安然的信用评级，从Baa1降至Baa2，比垃圾级高两级。标准普尔也下调安然评级至BBB+，与穆迪相同。穆迪还警告会下调安然的商业票据评级，其后果是可能阻止公司获得进一步融资以保持清偿能力。
11月初，SEC宣布目前正在进行正式调查，对安然公司与“关联方”交易的质疑引发了此次调查。安然公司的董事会也宣布将委托一个特别委员会调查这些交易，由William C. Powers，得克萨斯大学法学院院长主持。 第二天，纽约时报一篇社论要求“积极地”调查此事。 11月2日安然能够确保来自跨镇竞争对手Dynegy额外的10亿融资，但这一消息没有得到普遍赞赏，该笔债务是由该公司宝贵的北部天然气（Northern Natural Gas）和跨西部管道（Transwestern Pipeline）的资产担保的。

### Dynegy公司提出收购
消息人士称安然正计划未来更充分地解释其商业行为，作为重建信心的姿态。 安然股价现在是7美元左右，因为投资者担心其无法找到买家。
收到一系列的拒绝之后，安然的管理层显然找到了买家。总部设在休斯敦的Dynegy公司董事会11月7日深夜投票同意低价购入安然80亿美元的股票以收购安然。 雪佛龙德士古公司（Chevron Texaco）那时拥有约四分之一的Dynegy股份，同意提供给安然25亿现金，先付10亿，剩下的交易完成时付清。Dynegy公司也将被要求承担近130亿美元债务，加上其他迄今为止被安然管理层神秘商业行为阻隔的债务， “隐藏”债务可能高达100亿美元。 Dynegy和安然于2001年11月8日确认交易。
评论家注意到Dynegy和安然企业文化并不相同，并评价了Dynegy公司首席执行官查尔斯·沃森（Charles Watson）的“有话直说（straight-talking）”的个性 。 有人怀疑安然的麻烦并不仅仅是会计天真的会计误差的结果。 到11月，安然公司宣称10月披露的超过十亿的“一次性费用”实际上应该是2亿，其余部分仅仅是对休眠账户错误的修正。 许多人担心还有其他“错误”和重新声明没有披露。
安然收益的另一大调整在11月9日宣布，使1997-2000年报告收益减少5.91亿美元。这些费用据说来自两家特殊目的合伙企业（JEDI 和 Chewco）。更正使1997会计年度的利润基本上消失，其他年份也显著减少。尽管有这份披露，Dynegy公司依然宣布它打算收购安然。 这两家公司都被认为急于获得穆迪和标准普尔对这次收购的正式评估，以便了解收购完成对Dynegy和安然信用评级的所有影响。另外，反托拉斯法监管限制可能会导致资产剥离，以及对一些观察员来说安然和Dynegy企业文化截然不同两点也引起关注。
两家公司都积极推动交易，一些观察家满怀希望；沃森被称赞正在尝试创建能源市场上最大的公司。 当时沃森说道：“我们觉得[安然]是一家非常可靠的公司，有充足的能力承受未来几个月发生的一切事情。” 一位分析师称该交易为“弥天大谎[...]一笔财务上极好的交易，肯定会是战略上的好交易，而且为安然的资产负债表提供了立即支援。”
然而信用问题正变得愈发重要。收购公开之后的那段时间，穆迪和标准普尔都将安然公司的评级降到只比垃圾级高一级。如果公司评级低于投资级，存在信贷额度的减少或消失，其与竞争对手交易的能力就会严重受限。 电话会议中S＆P断言安然不会被收购，标准普尔将其评级降至低BB或高B，评级处于垃圾级范围内。 此外，许多交易商限制与安然接触，或者完全停止与之开展业务，他们担心会有更多坏消息。沃森再次试图做出保证，在一次演示中向投资者表明“安然的业务不存在任何差错。” 他也承认因为莱和其他高管在危机前几个月卖掉了数亿美元的股票，可能需要采取补偿性的措施（以更多股票期权的形式）来缓解许多安然员工的敌意。 一项披露显示莱，其已“名誉扫地”， 坚持在Dynegy收购后收取6000万的变更控制费，而许多安然员工明白他们主要基于安然股票的退休账户已经完全毁了，因为股票一年内下跌了90%。这更使无助于缓解局势。安然公司所拥有的一家公司的高级职员表示：“有一些夫妻双方都在这里工作的失去了80到90万美元。这几乎消灭了每个员工的储蓄计划。”
沃森向投资者保证安然业务的真实本质对他来说一清二楚：“我们很安慰没有另一只靴子掉下来。如果没有靴子，这会是一笔好得惊人的交易”。 沃森还说，单单安然的能源业务部门就值Dynegy为整个公司出的价了。
到11月中旬，安然宣布计划出售约80亿业绩不佳的资产，以及一项为维持财务稳定性缩减业务范围的计划。 11月19日安然暴露出更多处于危机状态的证据。十分紧迫的是该公司2002年底有90亿债务需要偿还。这些债务“远远超过”其可用现金。 维持其偿付能力的措施也不保证能成功，特别是资产出售和债务再融资。安然在一份声明中透露“这些问题的不良后果很可能对安然公司继续作为一家企业的能力产生重大不利影响。”
两天后，11月21日，华尔街对Dynegy是会继续进行这次收购还是寻求彻底重新谈判深表怀疑。而且安然在10-Q文档中透露几乎所有最近借来购买其商业票据的钱，大约50亿，仅在50天内就会耗尽。分析家们对此感到不安，特别是因为据说Dynegy也不知道安然使用现金的速度。 为了终止收购提议，Dynegy需要合法地证明交易条件存在“重大变化”；11月22日接近Dynegy的消息人士认为最新的披露已经构成了充足的依据。
SEC宣布其已对安达信提起民事欺诈诉讼。 几天后，消息人士称安然和Dynegy正在重新谈判协议条款。 Dynegy现在出价40亿而非之前的80亿收购安然。观察家表示确认安然哪一项业务营利很困难，如果真有这样的业务的话。有报道描述业务向安然的竞争对手大举转移以降低风险暴露。

### 破产

从2000年8月23日（90美元）至2002年1月11日（0.12美元）安然公司的股票价格（纽约证券交易所（NYSE）原股票代码：ENE）。由于股价下跌，股东损失了近11亿美元。

2001年11月28日，安然公司两个最坏的结果应验了：Dynegy公司单方面取消提出的收购，安然的信用评级降至垃圾级。沃森后来说，“最终，你没能把它[安然]给我。” 该公司没有现金进行运作，更不用说偿付巨额债务。其股价在当天交易结束时降至0.61美元。一位评论观察家写道：“安然现在是完美金融风暴的简写。”
安然公司的债权人和其他能源贸易公司遭受了几个百分点的损失，这被认为是系统性后果。一些分析师认为安然的崩溃显示了后911时代经济的风险，鼓励商人尽可能锁定利润。 现在问题变成了如何确定市场和其他交易商对于安然崩溃的总风险暴露。早期估算为187亿美元。一位顾问说：“我们真的不知道谁会受到安然信用的影响。我告诉我的客户要做最坏的打算。”
安然估计有约230亿的负债，包括未偿债务和担保贷款。花旗集团和摩根大通看起来尤其会因安然公司破产而损失惨重。另外，安然许多主要资产已抵押给贷款人以担保贷款，导致有人怀疑无担保债权人和股东在破产程序结束后是否还能得到任何东西。
安然的欧洲公司于2001年11月30日申请破产，两天后的12月2日寻求破产法第11章的保护。这是美国历史上最大的破产事件（在翌年被世通公司破产案超越），并导致4000人失业。 安然申请破产当天，员工被告知要收拾随身物品，并被要求在30分钟内腾出大楼。 15000员工中近62%的储蓄计划依赖安然股票，2001年初售价83美元，现在几乎一文不值。
2002年1月17日，安然解雇了其审计师的安达信，理由是其会计建议和对文件的销毁。安达信反驳说，安然破产时它与这家公司的关系就结束了。

## 审判

### 安然
法斯托与妻子Lea都对指控认罪。法斯托最初被控98项欺诈、洗钱、内幕交易和共谋及其他罪行。 法斯托对两项共谋指控认罪，被判十年监禁不得假释，在认罪协商中作证起诉莱、斯基林和考西。  Lea被起诉6项重罪，但检察官后来撤销了这些重罪，取而代之的是一项税收指控的轻罪。Lea因帮助丈夫向政府隐瞒收入被判一年监禁。
莱和斯基林在2006年1月为他们在安然丑闻中的作用受审。这份65页的起诉书有53项罪名，涵盖广泛的金融犯罪，包括银行欺诈、对银行和审计师作出虚假陈述、证券欺诈、电信欺诈、洗钱、共谋和内幕交易。美国地方法院法官希姆•雷克（Sim Lake）拒绝被告提出的分别审理和在休斯顿之外审理的要求，被告辩称安然破产在休斯顿的负面报道使此地难以进行公正的审判。2006年5月25日，莱和斯基林审判的陪审团做出裁决。斯基林被裁定28项指控中的19项证券欺诈和电信欺诈罪名成立，其余9项内幕交易罪被判无罪。他被判24年4个月的监禁。 2013年美国司法部与斯基林达成协议，使其刑期减少10年。
莱不承认11项刑事指控，并声称他是被周围的人所误导。他将公司破产归咎于法斯托。 莱被指控的6项证券和电信欺诈罪全部成立，被判处总计入狱45年的最高刑期。  然而莱在宣判日前的2006年7月5日死去。莱死时SEC还在寻求向他追加超过9000万的民事罚款。莱的妻子琳达（Linda）的案子比较困难。2001年11月28日她在安然崩溃的消息公开前的10到30分钟，卖出大约50万股的安然股票。 琳达从未被控任何与安然有关的事件。 
虽然迈克尔·科珀（Michael Kopper）曾在安然工作超过七年，莱甚至在公司破产之后都不知道科珀。科珀在整个事件中保持匿名。 科珀是安然第一个认罪的高管。 首席会计官里克·考西因在任职期间隐瞒安然财务状况的被控6项重罪。 他起初不承认控罪，后来认罪被判入狱7年。
总而言之，16人承认在公司所犯的罪行。另外5人被判有罪，包括四名前美林证券雇员。8名安然前高管作证——主要证人是法斯托——指控他们的前老板莱和斯基林。  肯尼思·赖斯（Kenneth Rice），安然公司高速互联网部门的前主管，合作并作证协助为斯基林和莱定罪。2007年6月，他获判27个月刑期。
迈克尔·W·克劳兹（Michael W. Krautz），前安然公司会计，是相关丑闻指控所有被告中唯一被判无罪的。 巴里·波拉克（Barry Pollack）为其辩护， 长达一个月的陪审团审判后，克劳兹的联邦刑事欺诈指控罪名不成立。

### 安达信
安达信因撕毁数千份文件及删除电子邮件和有关安然会计业务的公司文件被指控妨碍司法公正，并被判有罪。 虽然只有少数安达信员工涉及这一丑闻，该公司依然停业；SEC不会承认被判有罪的重罪犯进行的审计。该公司2002年8月31日放弃了注册会计师执照，8.5万名员工失去工作。 这一判决后来被美国最高法院推翻，原因是在对安达信的指控中陪审团没有获得正确的说明。 最高法院的裁决理论上使安达信可以恢复运营。但是安达信的名声受损过于严重，以致于甚至无法在有限范围内恢复可行的业务。

### 国民威斯敏斯特银行的三人
贾尔斯·达比（Giles Darby）、大卫·伯明翰（David Bermingham）和加里·马尔格鲁（Gary Mulgrew）为国民威斯敏斯特银行工作。这3名英国人和法斯托一起在其创立的特殊目的实体工作，这些实体被称为掉期替身（Swap Sub）。当法斯托正被SEC调查时，这三个人2001年11月与英国金融服务管理局（Financial Services Authority，FSA）讨论了他们和法斯托的合作。 2002年6月，美国因7项电信欺诈罪对他们发出逮捕令，后将其引渡。7月12日，一位原定被引渡到美国的证人尼尔·库尔贝克（Neil Coulbeck）被发现死在伦敦东北部的一个公园。 库尔贝克的死亡最终被裁定为自杀。 美国的案件认为，库尔贝克和其他人与法斯托合谋。  在2007年11月的认罪协议中，三人承认电信欺诈的罪名，而其余6项指控被驳回。 达比、伯明翰和穆尔格鲁分别被判有期徒刑37个月。 2010年8月，伯明翰和马尔格鲁撤回了他们的供词。

## 余波

### 员工与股东

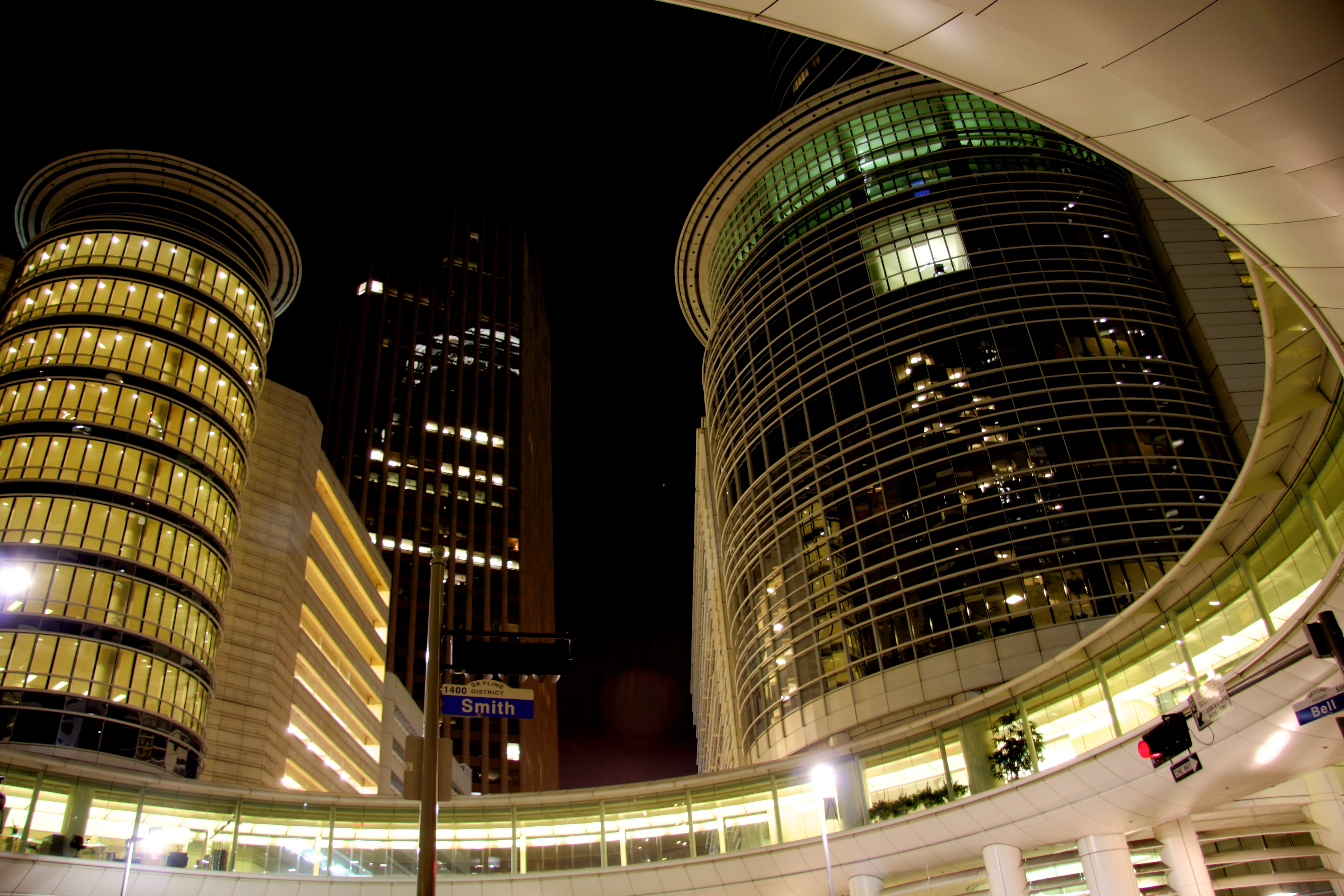
安然公司总部位于休斯顿市中心，是从一家银行财团租赁而来，财团于1990年代从2.85亿美元买下这处房产。2004年安然迁出后不久，它就以5550万美元的价格被售出。

安然公司的股东在公司破产前的四年内损失了740亿美元（其中400至450亿是因为欺诈）。 由于安然欠债权人近670亿美元，员工和股东除了遣散费外只收到了有限的援助，如果有的话。 为了偿还债务，安然拍卖资产，包括艺术品、照片、logo标志和其管道。
2004年5月，2万多名安然前雇员在一场诉讼中获胜，赢得了8500万美元以补偿20亿的养老金损失。根据和解协议，每名员工获赔3100美元。 翌年投资者与几家银行达成和解获赔42亿美元。 2008年9月，股东们要求赔偿400亿的诉讼达成72亿美元的和解协议。赔偿在主要原告加州大学（University of California，UC）和150万个个人和团体之间分配。加州大学的律师事务所Coughlin Stoia Geller Rudman and Robbins 获得了6.88亿的费用，这是美国证券欺诈案中最高的。 关于赔偿分配，加州大学在一份新闻稿中宣布：“我们非常高兴将这些资金返还给成员们。达成目的需要漫长且具有挑战性的努力，但结果对于安然投资者来说是前所未有的。”

### 萨班斯-奥克斯利法案（Sarbanes–Oxley Act）
2001年12月至2002年4月间，参议院银行、住房和城市事务委员会（Senate Committee on Banking, Housing, and Urban Affairs）和众议院金融服务委员会（House Committee on Financial Services）举行了多次有关安然丑闻以及相关会计和投资者保护问题的听证。这些听证和随后的安然公司丑闻使萨班斯-奥克斯利法案于2002年7月30日通过。 该法案几乎是“安然的镜像：这家公司明显治理失败几乎是一点对一点地与该法的主要条款相吻合。”
萨班斯-奥克斯利法案的主要条款包括建立上市公司会计监督委员会（Public Company Accounting Oversight Board），以制定审计报告编制标准；限制上市会计公司在审计时提供任何非审计服务；审计委员会成员独立性条款，在财务重述的情况下要求高管注销财务报告并放弃某些高管奖金；并增加公司与松散实体关系的财务披露。
2002年2月13日，由于企业违法行为和会计违规，SEC建议修改证券交易所法规。2002年6月，纽约证券交易所宣布了一项新治理提案，并于2003年11月获SEC批准。NYSE最终提案的主要条款包括：
- 所有公司必须拥有多数独立董事
- 独立董事必须符合对独立董事的详细定义。
- 薪酬委员会、提名委员会和审计委员应由独立董事构成。
- 审计委员会所有成员必须具有金融知识。此外，审计委员会至少一名成员被要求具有会计或财务管理相关的专业知识。
- 除了定期例会，董事会应召开无管理层参加的额外会议。

## 引用
1. ↑  Bratton, William W.  (PDF). Tulane Law Review (New Orleans: Tulane University Law School). May 2002, (1275): 61  [2010-10-12]. （原始内容存档于2010-12-12）.
2. ↑   (WEB). New York Times (New York Times). May 2007  [7 May 2013]. （原始内容存档于2020-11-24）.
3. 1 2 3  Benston, George J.  (PDF). Policy Analysis (Washington D.C.: Cato Institute). November 6, 2003, (497): 12  [2010-10-17]. （原始内容存档 (PDF)于2010-10-18）.
4. 1 2  Ayala, Astrid; Giancarlo Ibárgüen, Snr.  (PDF). Journal of Management of Value (Universidad Francisco Marroquín). March 2006: 1  [October 17, 2010]. （原始内容 (PDF)存档于October 18, 2010）.
5. ↑  Cohen, Daniel A.; Dey Aiyesha; Thomas Z. Lys. . Evanston, Illinois: Kellogg School of Management: 5. February 2005  [2010-10-13]. （原始内容存档于2010-10-05）.
6. ↑  Healy, Paul M.; Krishna G. Palepu.  (PDF). Journal of Economic Perspectives. Spring 2003, 17 (2): 3  [2010-10-17]. doi:10.1257/089533003765888403. （原始内容存档 (PDF)于2010-10-18）.
7. 1 2  Gerth, Jeff; Richard A. Oppel, Jr. . The New York Times. 2001-11-10  [2010-10-17]. （原始内容存档于2010-10-18）.
8. 1 2  Banerjee, Neela. . The New York Times. 2001-11-09  [2010-10-17]. （原始内容存档于2010-10-18）.
9. ↑  Healy, Paul M.; Krishna G. Palepu.  (PDF). Journal of Economic Perspectives. Spring 2003, 17 (2): 7  [2010-10-17]. doi:10.1257/089533003765888403. （原始内容存档 (PDF)于2010-10-18）.
10. ↑  Healy, Paul M.; Krishna G. Palepu.  (PDF). Journal of Economic Perspectives. Spring 2003, 17 (2): 5  [2010-10-17]. doi:10.1257/089533003765888403. （原始内容存档 (PDF)于2010-10-18）.
11. 1 2  Healy, Paul M.; Krishna G. Palepu.  (PDF). Journal of Economic Perspectives. Spring 2003, 17 (2): 1  [2010-10-17]. doi:10.1257/089533003765888403. （原始内容存档 (PDF)于2010-10-18）.
12. ↑  Bratton, William W.  (PDF). Tulane Law Review (New Orleans: Tulane University Law School). May 2002, (1275): 6  [2010-10-12]. （原始内容存档于2010-12-12）.
13. ↑  Mack, Toni. . Forbes. 2002-10-14  [2010-10-17]. （原始内容存档于2010-10-18）.
14. ↑  Healy, Paul M.; Krishna G. Palepu.  (PDF). Journal of Economic Perspectives. Spring 2003, 17 (2): 9  [2010-10-17]. doi:10.1257/089533003765888403. （原始内容存档 (PDF)于2010-10-18）.
15. ↑  McLean, Bethany; Peter Elkind. . : 132–133. ISBN 1-59184-008-2.
16. ↑  Foss, Michelle Michot.  (PDF). University of Houston Law Center: 1. September 2003  [2010-10-17]. （原始内容 (PDF)存档于2010-10-18）.
17. ↑  Dharan, Bala G.; William R. Bufkins.  (PDF). Social Science Research Network: 101–103. July 2008  [2010-10-17]. （原始内容存档 (PDF)于2010-10-18）.
18. ↑  Dharan, Bala G.; William R. Bufkins.  (PDF). Social Science Research Network: 102. July 2008  [2010-10-17]. （原始内容存档 (PDF)于2010-10-18）.
19. ↑  Dharan, Bala G.; William R. Bufkins.  (PDF). Social Science Research Network: 105. July 2008  [2010-10-17]. （原始内容存档 (PDF)于2010-10-18）.
20. ↑  Dharan, Bala G.; William R. Bufkins.  (PDF). Social Science Research Network: 97–100. July 2008  [2010-10-17]. （原始内容存档 (PDF)于2010-10-18）.
21. 1 2 3  McLean, Bethany; Peter Elkind. . : 39–42. ISBN 1-59184-008-2.
22. 1 2  Mack, Toni. . Forbes. 1993-05-24  [2010-10-16].
23. 1 2 3  Healy, Paul M.; Krishna G. Palepu.  (PDF). Journal of Economic Perspectives. Spring 2003, 17 (2): 10  [2010-10-17]. doi:10.1257/089533003765888403. （原始内容存档 (PDF)于2010-10-18）.
24. 1 2  McLean, Bethany; Peter Elkind. . : 127. ISBN 1-59184-008-2.
25. ↑  Hays, Kristen. . USA Today. 2005-04-17  [2010-10-17]. （原始内容存档于2010-10-18）.
26. 1 2 3 4 5  Healy, Paul M.; Krishna G. Palepu.  (PDF). Journal of Economic Perspectives. Spring 2003, 17 (2): 11  [2010-10-17]. doi:10.1257/089533003765888403. （原始内容 (PDF)存档于2010-10-18）.
27. ↑  Niskanen, William A. . Rowman & Littlefield. 2007: 306–307  [2016-02-19]. ISBN 978-0-7425-4434-5. （原始内容存档于2020-12-04）.
28. ↑  McLean, Bethany; Peter Elkind. . : 67. ISBN 1-59184-008-2.
29. ↑  Bratton, William W.  (PDF). Tulane Law Review (New Orleans: Tulane University Law School). May 2002, (1275): 30  [2010-10-12]. （原始内容存档于2010-12-12）.
30. 1 2 3  Bratton, William W.  (PDF). Tulane Law Review (New Orleans: Tulane University Law School). May 2002, (1275): 31  [2010-10-12]. （原始内容存档于2010-12-12）.
31. ↑  McCullough, Robert.  (PDF). Portland, Oregon: McCullough Research: 1. January 2002  [2010-10-17]. （原始内容 (PDF)存档于2010-10-18）.
32. ↑  Cornford, Andrew.  (PDF). G-24 Discussion Paper Series No. 30 (New York: United Nations Conference on Trade and Development). June 2004: 18  [2010-10-17]. （原始内容 (PDF)存档于2010-10-18）.
33. ↑  Lambert, Jeremiah D. . Tulsa: PennWell Corporation. September 2006: 35. ISBN 1-59370-060-1.
34. ↑  McLean, Bethany; Peter Elkind. . : 193 and 197. ISBN 1-59184-008-2.
35. ↑  Levine, Greg. . Forbes. 2006-03-07  [2010-10-17]. （原始内容存档于2010-10-18）.
36. 1 2  Bratton, William W.  (PDF). Tulane Law Review (New Orleans: Tulane University Law School). May 2002, (1275): 33  [2010-10-12]. （原始内容存档于2010-12-12）.
37. ↑  Hiltzik, Michael A.  (Fee required). Los Angeles Times. 2002-01-31  [2010-10-16]. （原始内容存档于2013-01-20）.
38. ↑  Bratton, William W.  (PDF). Tulane Law Review (New Orleans: Tulane University Law School). May 2002, (1275): 38  [2010-10-12]. （原始内容存档于2010-12-12）.
39. ↑  Flood, Mary. . Houston Chronicle. 2006-02-14  [2010-10-17]. （原始内容存档于2010-10-18）.
40. ↑  Bratton, William W.  (PDF). Tulane Law Review (New Orleans: Tulane University Law School). May 2002, (1275): 39  [2010-10-12]. （原始内容存档于2010-12-12）.
41. 1 2  Gillan, Stuart; John D. Martin. . Alfred Lerner College of Business and Economics, The University of Delaware: 21. November 2002  [2010-10-16]. （原始内容存档于2012-01-11）.
42. ↑  Healy, Paul M.; Krishna G. Palepu.  (PDF). Journal of Economic Perspectives. Spring 2003, 17 (2): 4  [2010-10-17]. doi:10.1257/089533003765888403. （原始内容 (PDF)存档于2010-10-18）.
43. ↑  Dharan, Bala G.; William R. Bufkins.  (PDF). Social Science Research Network: 112. July 2008  [2010-10-17]. （原始内容 (PDF)存档于2010-10-18）.
44. ↑  McLean, Bethany; Peter Elkind. . 2003: 187. ISBN 1-59184-008-2.
45. ↑  Healy, Paul M.; Krishna G. Palepu.  (PDF). Journal of Economic Perspectives. Spring 2003, 17 (2): 13  [2010-10-17]. doi:10.1257/089533003765888403. （原始内容 (PDF)存档于2010-10-18）.
46. ↑  McLean, Bethany; Peter Elkind. . 2003: 119. ISBN 1-59184-008-2.
47. ↑  McLean, Bethany; Peter Elkind. . 2003: 401. ISBN 1-59184-008-2.
48. ↑  McLean, Bethany; Peter Elkind. . 2003: 241. ISBN 1-59184-008-2.
49. ↑  Kim, W. Chan; Renée Mauborgne. . Financial Times. 1999-10-11  [2010-10-17]. （原始内容存档于2010-10-18）.
50. 1 2  Rosen, Robert. . Connecticut Law Review. 2003, 35 (1157): 1171  [2010-10-16]. （原始内容存档于2012-01-11）.
51. ↑  Rosen, Robert. . Connecticut Law Review. 2003, 35 (1157): 1170  [2010-10-16]. （原始内容存档于2012-01-11）.
52. ↑  Rosen, Robert. . Connecticut Law Review. 2003, 35 (1157): 1175  [2010-10-16]. （原始内容存档于2012-01-11）.
53. 1 2  Healy, Paul M.; Krishna G. Palepu.  (PDF). Journal of Economic Perspectives. Spring 2003, 17 (2): 15  [2010-10-17]. doi:10.1257/089533003765888403. （原始内容 (PDF)存档于2010-10-18）.
54. ↑  McLean, Bethany; Peter Elkind. . 2003: 142. ISBN 1-59184-008-2.
55. ↑  McLean, Bethany; Peter Elkind. . 2003: 148. ISBN 1-59184-008-2.
56. ↑   (DVD). Magnolia Pictures.  事件发生在 1:32:33. January 17, 2006.
57. ↑  McLean, Bethany; Peter Elkind. . 2003: 383. ISBN 1-59184-008-2.
58. ↑  Cornford, Andrew.  (PDF). G-24 Discussion Paper Series No. 30 (New York: United Nations Conference on Trade and Development). June 2004: 30  [2010-10-17]. （原始内容 (PDF)存档于2010-10-18）.
59. ↑  Lublin, Joann S. . The Wall Street Journal. 2002-02-01  [2009-08-09]. （原始内容存档于2012-12-14）.
60. ↑  Healy, Paul M.; Krishna G. Palepu.  (PDF). Journal of Economic Perspectives. Spring 2003, 17 (2): 14  [2010-10-17]. doi:10.1257/089533003765888403. （原始内容 (PDF)存档于2010-10-18）.
61. ↑  Deakin, Simon; Suzanne J. Konzelmann.  (PDF). ESRC Centre for Business Research (University of Cambridge). September 2003, (Working Paper No 274): 9  [2010-10-17]. （原始内容 (PDF)存档于2010-10-18）.
62. ↑  Kristen Hayes, "Executives’ greed big factor in Enron crash, probe shows" The Seattle Times, August 23, 2002.
63. ↑  Bethany McLean, “Why Enron Went Bust: Start with Arrogance,” Fortune, December 24, 2001.
64. ↑  Duane Windsor, “Business Ethics at ‘The Crooked E’” in Enron: Corporate Fiascos and Legal Implications, ed. Nanacy Rapoport and Bala Dharan, 659—87. New York: Foundation Press, 2004.
65. ↑  Alan Charles Raul, “In Era of Broken Rules, Society Breaks,” Los Angeles Times, October 11, 2002
66. ↑  “Enron: Whatever happened to risk management?” Personnel Today, March 19, 2002.
67. ↑  David Leonhardt, “How Will Washington Read the Signs?” The New York Times, February 10, 2002.
68. ↑  Staff of the Committee on Governmental Affairs, United States Senate, “Financial Oversight of Enron: The SEC and the Private-Sector Watchdogs,” October 7, 2002.
69. ↑  Robert L. Bradley Jr., "Enron: The Perils of Interventionism", Library of Economics and Liberty
70. ↑  McLean, Bethany; Peter Elkind. . 2003: 77. ISBN 1-59184-008-2.
71. ↑  McLean, Bethany; Peter Elkind. . 2003: 179–180. ISBN 1-59184-008-2.
72. 1 2 3 4 5 6  Berenson, Alex; Richard A. Oppel, Jr. . The New York Times. 2001-10-28  [2010-10-17]. （原始内容存档于2010-10-18）.
73. ↑  McLean, Bethany; Peter Elkind. . 2003: 299. ISBN 1-59184-008-2.
74. 1 2  McLean, Bethany. . Fortune (CNNMoney.com). 2001-03-05  [2010-10-17]. （原始内容存档于2010-10-18）.
75. ↑  Kurtz, Howard. . The Washington Post. 2002-01-18  [2010-10-17]. （原始内容存档于2010-10-18）.
76. ↑  Barringer, Felciity. . The New York Times. 2002-01-28  [2010-10-17]. （原始内容存档于2010-10-18）.
77. ↑  Pasha, Shaheen. . CNNMoney.com. 2006-04-10  [2010-10-17]. （原始内容存档于2010-10-18）.
78. ↑  Tolson, Mike; Katherine Feser. . Houston Chronicle. 2004-06-20  [2010-10-17]. （原始内容存档于2010-10-18）.
79. ↑  Niles, Sam. . Forbes. 2009-07-10  [2010-10-17]. （原始内容存档于2010-10-18）.
80. 1 2  Norris, Floyd. . The New York Times. 2001-07-13  [2010-10-17]. （原始内容存档于2010-10-18）.
81. ↑  McLean, Bethany; Peter Elkind. . 2003: 347. ISBN 1-59184-008-2.
82. 1 2 3  Oppel, Richard A., Jr.; Alex Berenson. . The New York Times. 2001-08-15  [2010-10-17]. （原始内容存档于2010-10-18）.
83. 1 2  Krugman, Paul. . The New York Times. 2001-08-17  [2010-10-17]. （原始内容存档于2010-10-18）.
84. ↑  Lay, Ken. . The New York Times. 2001-08-22  [2010-10-17]. （原始内容存档于2010-10-18）.
85. ↑  Foley, Stephen. . The Independent. 2006-03-16  [2010-10-17]. （原始内容存档于2012-11-04）.
86. ↑  McLean, Bethany; Peter Elkind. . 2003: 357. ISBN 1-59184-008-2.
87. ↑  Zellner, Wendy; Stephanie Forest Anderson; Laura Cohn. . BusinessWeek. 2002-01-28  [2010-10-17]. （原始内容存档于2010-10-18）.
88. ↑  McLean, Bethany; Peter Elkind. . 2003: 358. ISBN 1-59184-008-2.
89. ↑  Duffy, Michael. . 時代雜誌. 2002-01-19  [2010-10-17]. （原始内容存档于2010-10-18）.
90. 1 2 3 4  Berenson, Alex. . The New York Times. 2001-09-09  [2010-10-17]. （原始内容存档于2010-10-18）.
91. 1 2 3  Oppel, Richard A., Jr. . The New York Times. 2001-08-29  [2010-10-17]. （原始内容存档于2010-10-18）.
92. ↑  Sorkin, Andrew Ross. . The New York Times. 2001-10-06  [2010-10-17]. （原始内容存档于2010-10-18）.
93. 1 2 3 4  Gilpin, Kenneth N. . The New York Times. 2001-10-17  [2010-10-17]. （原始内容存档于2010-10-18）.
94. ↑  Norris, Floyd. . The New York Times. 2001-10-24  [2010-10-17]. （原始内容存档于2010-10-18）.
95. 1 2 3  Norris, Floyd. . The New York Times. 2001-10-23  [2010-10-17]. （原始内容存档于2010-10-18）.
96. 1 2 3  Norris, Floyd. . The New York Times. 2001-10-25  [2010-10-17]. （原始内容存档于2010-10-18）.
97. ↑  Norris, Floyd. . The New York Times. 2001-10-27  [2010-10-17]. （原始内容存档于2010-10-18）.
98. ↑  Norris, Floyd. . The New York Times. 2001-10-28  [2010-10-17]. （原始内容存档于2010-10-18）.
99. ↑  Oppel, Richard A., Jr. . The New York Times. 2001-10-29  [2010-10-17]. （原始内容存档于2010-10-18）.
100. ↑  . The New York Times. 2001-10-30  [2010-10-17]. （原始内容存档于2010-10-18）.
101. ↑  Berenson, Alex. . The New York Times. 2001-11-01  [2010-10-17]. （原始内容存档于2010-10-18）.
102. ↑   (PDF). The New York Times. 2001-11-01  [2010-10-17]. （原始内容存档于2010-10-18）.
103. ↑  Oppel, Richard A., Jr. . The New York Times. 2001-11-02  [2010-10-17]. （原始内容存档于2010-10-18）.
104. ↑  Oppel, Richard A., Jr.; Andrew Ross Sorkin. . The New York Times. 2001-11-07  [2010-10-17]. （原始内容存档于2010-10-18）.
105. 1 2  Oppel, Richard A., Jr.; Andrew Ross Sorkin. . The New York Times. 2001-11-08  [2010-10-17]. （原始内容存档于2010-10-18）.
106. 1 2  Berenson, Alex; Andrew Ross Sorkin. . The New York Times. 2001-11-10  [2010-10-17]. （原始内容存档于2010-10-18）.
107. ↑  Norris, Floyd. . The New York Times. 2001-11-09  [2010-10-17]. （原始内容存档于2010-10-18）.
108. 1 2  Oppel, Richard A., Jr.; Andrew Ross Sorkin. . The New York Times. 2001-11-09  [2010-10-17]. （原始内容存档于2010-10-18）.
109. 1 2 3 4  Berenson, Alex; Richard A. Oppel, Jr. . The New York Times. 2001-11-12  [2010-10-17]. （原始内容存档于2010-10-18）.
110. 1 2 3  Berenson, Alex. . The New York Times. 2001-11-13  [2010-10-17]. （原始内容存档于2010-10-18）.
111. 1 2  Norris, Floyd. . The New York Times. 2001-11-13  [2010-10-17]. （原始内容存档于2010-10-18）.
112. ↑  Oppel, Richard A., Jr.; Floyd Norris. . The New York Times. 2001-11-14  [2010-10-17]. （原始内容存档于2010-10-18）.
113. ↑  Oppel, Richard A., Jr. . The New York Times. 2001-11-22  [2010-10-17]. （原始内容存档于2010-10-18）.
114. ↑  Norris, Floyd. . The New York Times. 2001-11-16  [2010-10-17]. （原始内容存档于2010-10-18）.
115. ↑  Oppel, Richard A., Jr. . The New York Times. 2001-11-15  [2010-10-17]. （原始内容存档于2015-05-27）.
116. 1 2  Oppel, Richard A., Jr.; Floyd Norris. . The New York Times. 2001-11-20  [2010-10-17]. （原始内容存档于2010-10-18）.
117. ↑  Oppel, Richard A., Jr. . The New York Times. 2001-11-21  [2010-10-17]. （原始内容存档于2010-10-18）.
118. ↑  Sorkin, Andrew Ross; Riva D. Atlas. . The New York Times. 2001-11-22  [2010-10-17]. （原始内容存档于2010-10-18）.
119. ↑  Norris, Floyd. . The New York Times. 2001-11-23  [2010-10-17]. （原始内容存档于2010-10-18）.
120. 1 2  Oppel, Richard A., Jr. . The New York Times. 2001-11-28  [2010-10-17]. （原始内容存档于2010-10-18）.
121. ↑  McLean, Bethany; Peter Elkind. . 2003: 403. ISBN 1-59184-008-2.
122. ↑  . The New York Times. 2001-11-29  [2010-10-17]. （原始内容存档于2010-10-18）.
123. ↑  . The New York Times. Reuters. 2001-11-29  [2010-10-17]. （原始内容存档于2010-10-18）.
124. ↑  Henriques, Diana B. . The New York Times. 2001-11-29  [2010-10-17]. （原始内容存档于2010-10-18）.
125. ↑  Glater, Jonathan D. . The New York Times. 2001-11-29  [2010-10-17]. （原始内容存档于2010-10-18）.
126. 1 2  Pasha, Shaheen; Jessica Seid. . CNNMoney.com. 2006-05-25  [2010-10-17]. （原始内容存档于2010-10-18）.
127. ↑   (DVD). Magnolia Pictures.  事件发生在 1:38:02. January 17, 2006.
128. ↑  Ayala, Astrid; Giancarlo Ibárgüen, Snr.  (PDF). Journal of Management of Value (Universidad Francisco Marroquín). March 2006: 51  [2010-10-17]. （原始内容 (PDF)存档于2010-10-18）.
129. ↑  McLean, Bethany; Peter Elkind. . 2003: 393. ISBN 1-59184-008-2.
130. ↑  DeVogue, Ariane; Peter Dizikes; Linda Douglass. . ABC News. 2002-01-18  [2010-10-17]. （原始内容存档于2010-10-18）.
131. ↑  . The Wall Street Journal. Associated Press. 2006-01-27  [2010-10-17]. （原始内容 (Fee required)存档于2010-10-18）.
132. ↑  Said, Carolyn. . San Francisco Chronicle. 2004-07-09  [2010-10-17]. （原始内容存档于2010-10-18）.
133. ↑  Hays, Kristen. . USA Today. 2004-05-06  [2010-10-17]. （原始内容存档于2010-10-18）.
134. ↑  Johnson, Carrie. . Washington Post. 2006-10-24  [2010-10-17]. （原始内容存档于2010-10-18）.
135. ↑  . ’The New York Times’.   [2013-06-21]. （原始内容存档于2020-11-12）.
136. ↑  Leung, Rebecca. . 60 Minutes (CBS News). 2005-03-14  [2010-10-17]. （原始内容存档于2010-10-18）.
137. ↑  Hays, Kristen. . The Washington Post. 2006-05-26  [2010-10-17]. （原始内容存档于2010-10-18）.
138. ↑  Eichenwald, Kurt. . The New York Times. 2004-11-17  [2010-10-17]. （原始内容存档于2010-10-18）.
139. ↑  Johnson, Carrie. . The Washington Post. 2006-06-10  [2010-10-17]. （原始内容存档于2010-10-18）.
140. ↑  McLean, Bethany; Peter Elkind. . 2003: 153. ISBN 1-59184-008-2.
141. ↑  . London: guardian.co.uk. 2002-08-21  [2010-10-17]. （原始内容存档于2010-10-18）.
142. ↑  Ackman, Dan. . Forbes. 2004-01-23  [2010-10-17]. （原始内容存档于2010-10-18）.
143. ↑  McCoy, Kevin. . USA Today. 2005-12-28  [2010-10-17]. （原始内容存档于2010-10-18）.
144. ↑  Porretto, John. . USA Today. 2007-06-18  [2010-10-17]. （原始内容存档于2010-10-18）.
145. ↑  Murphy, Kate. . The New York Times.   [2016-02-19]. （原始内容存档于2020-11-21）.
146. ↑  Ellison, Cara. . The Enron Blog.   [2016-02-19]. （原始内容存档于2012-07-09）.
147. ↑  Thomas, Cathy Booth. . 時代雜誌. 2002-06-18  [2010-10-17]. （原始内容存档于2010-10-18）.
148. ↑  Rosenwald, Michael S. . The Washington Post. 2007-11-10  [2010-10-17]. （原始内容存档于2010-10-18）.
149. ↑  Alexander, Delroy; Greg Burns; Robert Manor; Flynn McRoberts; and E.A. Torriero. . Hartford Courant. 2002-11-01  [2010-10-17]. （原始内容存档于2010-10-18）.
150. ↑  . Fox News. Associated Press. 2005-05-31  [2010-10-17]. （原始内容存档于2010-10-18）.
151. ↑  Hays, Kristen. . Houston Chronicle. 2007-11-27  [2010-10-17]. （原始内容存档于2010-10-18）.
152. ↑  . BBC News. 2006-07-12  [2010-10-17]. （原始内容存档于2010-10-18）.
153. ↑  . Dailymail.co.uk. 2007-05-23  [2013-09-02]. （原始内容存档于2020-11-23）.
154. ↑  . BBC News. 2007-11-29  [2010-10-17]. （原始内容存档于2010-10-18）.
155. ↑  Clark, Andrew. . London: guardian.co.uk. 2007-11-28  [2010-10-17]. （原始内容存档于2010-10-18）.
156. ↑  Murphy, Kate. . The New York Times. 2008-02-22  [2010-10-17]. （原始内容存档于2010-10-18）.
157. ↑  Tyler, Richard. . Daily Telegraph. 2010-08-15  [2010-10-17]. （原始内容存档于2010-10-18）.
158. ↑  . BBC News. 2003-12-03  [2010-10-17]. （原始内容存档于2010-10-18）.
159. 1 2  Axtman, Kris. . The Christian Science Monitor. 2005-06-20  [2010-10-17]. （原始内容存档于2010-10-18）.
160. ↑  . The New York Times. 2003-07-12  [2010-10-17]. （原始内容存档于2010-10-18）.
161. ↑  Vogel, Carol. . The New York Times. 2003-04-16  [2010-10-17]. （原始内容存档于2010-10-18）.
162. ↑  . USA Today. Associated Press. 2002-09-25  [2010-10-17]. （原始内容存档于2010-10-18）.
163. ↑  . BBC News. 2004-09-10  [2010-10-17]. （原始内容存档于2010-10-18）.
164. ↑  Doran, James. . The Times (London). 2004-05-14  [2010-10-17]. （原始内容存档于2010-10-18）.
165. ↑  DeBare, Ilana. . San Francisco Chronicle. 2008-09-10  [2010-10-17]. （原始内容存档于2010-10-18）.
166. ↑  Davis, Trey. . University of California. 2008-12-18  [2010-10-17]. （原始内容存档于2010-10-18）.
167. ↑   (DVD). Magnolia Pictures.  事件发生在 6:06. January 17, 2006.
168. 1 2 3  Chhaochharia, Vidhi; Yaniv Grinstein.  (PDF). Johnson School Research Paper Series No. 23-06 (Johnson School of Management). March 2007: 7–9  [2010-10-17]. （原始内容 (PDF)存档于2010-10-18）.
169. ↑  Deakin, Simon; Suzanne J. Konzelmann.  (PDF). ESRC Centre for Business Research (University of Cambridge). September 2003, (Working Paper No 274): 1  [2010-10-17]. （原始内容 (PDF)存档于2010-10-18）.

## 扩展阅读
- Bryce, Robert. . PublicAffairs. December 17, 2008. ISBN 1-58648-201-7.Pipe Dreams: Greed, Ego, and the Death of Enron. PublicAffairs. ISBN 1-58648-201-7.
- Collins, Denis. . Dog Ear Publishing, LLC. May 24, 2006. ISBN 1-59858-160-0.Behaving Badly: Ethical Lessons from Enron. Dog Ear Publishing, LLC. ISBN 1-59858-160-0.
- Cruver, Brian. . Basic Books. September 1, 2003. ISBN 0-7867-1205-8.Anatomy of Greed: Telling the Unshredded Truth from Inside Enron. Basic Books. ISBN 0-7867-1205-8.
- Eichenwald, Kurt. . Broadway Books. December 27, 2005. ISBN 0-7679-1179-2.Conspiracy of Fools: A True Story. Broadway Books. ISBN 0-7679-1179-2.
- Fox, Loren. . John Wiley & Sons. December 22, 2003. ISBN 0-471-47888-1.Enron: The Rise and Fall. John Wiley & Sons. ISBN 0-471-47888-1.
- Fusaro, Peter C.; Ross M. Miller. . John Wiley & Sons. June 21, 2002. ISBN 0-471-26574-8.What Went Wrong at Enron: Everyone's Guide to the Largest Bankruptcy in U.S. History. John Wiley & Sons. ISBN 0-471-26574-8.
- Salter, Malcolm S. . Harvard University Press. June 30, 2008. ISBN 0-674-02825-2.Innovation Corrupted: The Origins and Legacy of Enron's Collapse. Harvard University Press. ISBN 0-674-02825-2.
- Swartz, Mary; Sherron Watkins. . Broadway Business. March 9, 2004. ISBN 0-7679-1368-X.Power Failure: The Inside Story of the Collapse of Enron. Broadway Business. ISBN 0-7679-1368-X.
- Toffler, Barbara Ley; Jennifer Reingold. . Broadway Business. April 13, 2004. ISBN 0-7679-1383-3.Final Accounting: Ambition, Greed and the Fall of Arthur Andersen. Broadway Business. ISBN 0-7679-1383-3.